# St. Clemens (Wesuwe)

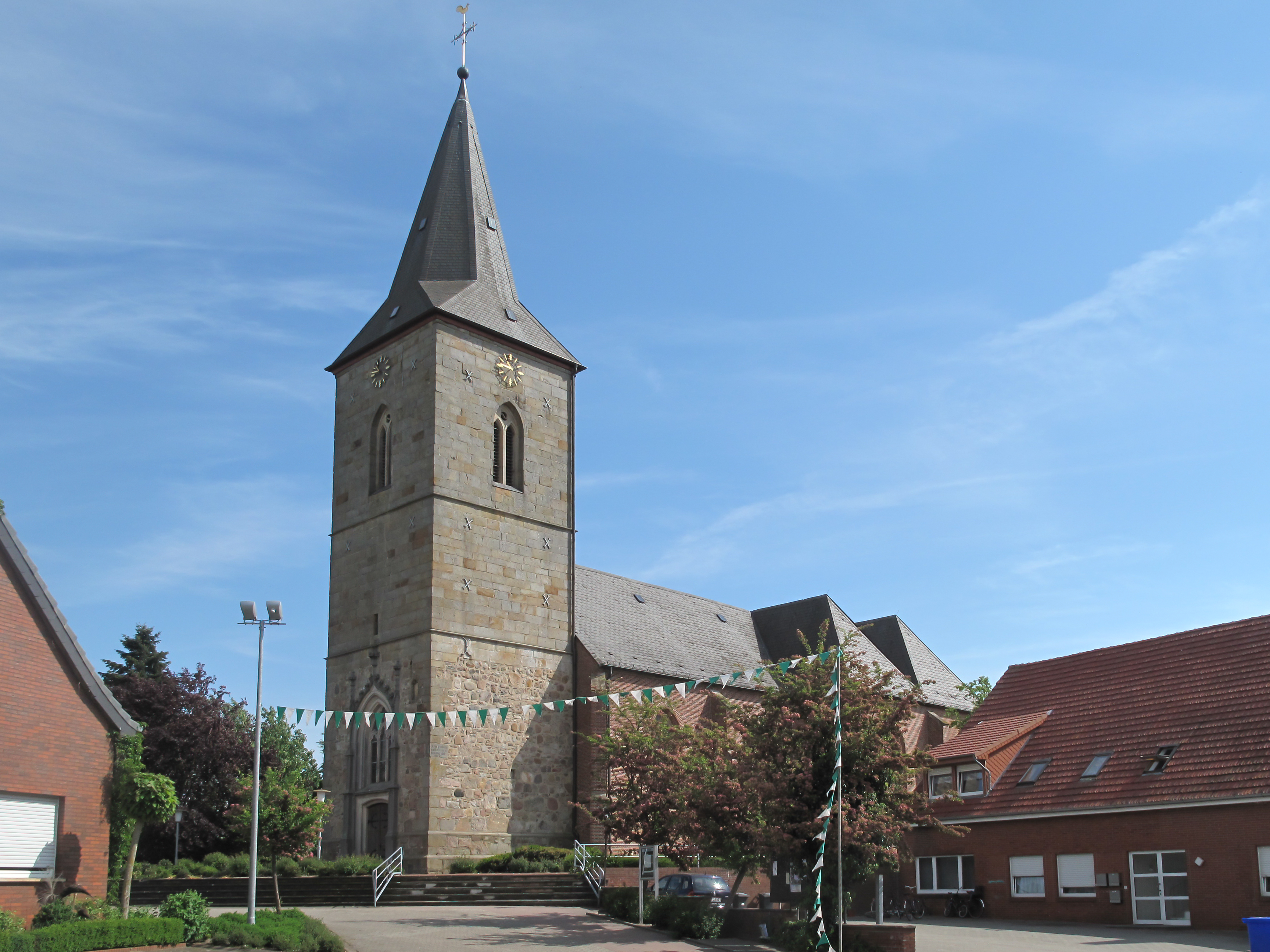
St. Clemens

Die römisch-katholische Pfarrkirche St. Clemens steht in Wesuwe, einem Ortsteil der Stadt Haren (Ems) im Landkreis Emsland in Niedersachsen. Die Kirchengemeinde gehört zur Pfarreiengemeinschaft ETWAH im Bistum Osnabrück.

## Beschreibung
Die Kirche besteht aus einem Altbauteil aus dem 8. Jahrhundert und zwei Anbauten aus dem 16. und 19. Jahrhundert. 1510 wurde der Grundstein des Kirchturms gelegt, um den hölzernen Glockenturm zu ersetzen. Er blieb erhalten. Anschließend wurde die alte Kirche umgebaut. Die Nordwand des Langhauses wurde abgerissen und um ca. 5 Meter weiter nach Norden versetzt, dadurch verdoppelte sich die Breite der Kirche. Auch die Ostwand einschließlich des kleinen Chors wurde abgerissen. Das Langhaus wurde um ca. 12 Meter verlängert. Der Innenraum wurde mit einem Tonnengewölbe überspannt. Ein neuer Chor wurde an der Ostseite und eine Sakristei an der Nordseite errichtet. 1892/93 wurde die Kirche nach einem Entwurf von Franz Xaver Lütz nochmals vergrößert, um der wachsenden Kirchengemeinde gerecht zu werden. Da die Außenwände des Langhauses nicht genügend Tragkraft für ein Tonnengewölbe besaßen, wurden sie nach außen weggedrückt. Deshalb wurden sie durch Strebepfeiler verstärkt. 
Bei der Renovierung 1962 wurde der Hochaltar entfernt. Die Seitenaltäre und die Beichtstühle konnten vor der Beseitigung gerettet werden. Die Kanzel von 1895 zeigt den auferstandenen Christus, umrahmt von den vier Evangelisten sowie den Kirchenlehrern Gregorius, Augustinus, Hieronymus und Ambrosius. Bei der Neugestaltung 2005 wurden der Volksaltar, der Ambo und der Tabernakel aus Sandstein neu gestaltet. Auf dem Taufbecken, das um 1200 hergestellt wurde, steht eine hölzerne Statuette von Johannes dem Täufer.